# Isadora Ribeiro
Isadora Ribeiro de Sousa (Curitiba, 13 de junho de 1965) é uma atriz e ex-modelo brasileira.

## Biografia
Morena, com traços indígenas, e cabelo castanho escuro. Isadora Ribeiro tornou-se modelo em 1983 e mudou-se para o Rio de Janeiro. Participou dos testes para a nova abertura do programa Fantástico, da Rede Globo, criado por Hans Donner, então designer da emissora. Isadora foi a escolhida por José Bonifácio de Oliveira Sobrinho, o "Boni", então diretor-geral da rede de televisão, para ser a figura de destaque que, surgindo do meio da água, encerraria a abertura. Por isso, Isadora ficou conhecida como "Garota do Fantástico'. Isadora também ficou muito conhecida por fazer a abertura da novela Tieta, em 1989, onde ela aparece nua.

## Vida pessoal
Aos 30 anos, casou-se com o empresário Walter Sampaio Júnior com quem teve a filha Maria Antônia. Também foi casada com o marchand Marcus Aurélio, falecido em 2008 e pai da sua segunda filha, Valentine.  Defendendo a causa dos artistas, quando José Sarney foi presidente do Senado Federal, levou-lhe um projeto versando sobre a aposentadoria dos atores (1995).

## Filmografia

### Televisão
| Ano     | Título                     | Personagem                      | Notas                                     |
| ------- | -------------------------- | ------------------------------- | ----------------------------------------- |
| 1987–94 | Fantástico                 | Bailarina da abertura           |                                           |
| 1988    | Tarcísio & Glória          | Kate                            | Episódio: "De Volta às Estrelas"          |
| 1989    | Juba & Lula                | Ela mesma                       |                                           |
| 1990    | Tieta                      | Amante de Modesto               | Episódio: "30 de março"                   |
| 1990    | Brasileiras e Brasileiros  | Teresa de Ogum                  |                                           |
| 1991    | O Dono do Mundo            | Dóris de Alencar                | Episódio: "14 de junho"                   |
| 1992    | Pedra sobre Pedra          | Suzana Frota                    |                                           |
| 1993    | Mulheres de Areia          | Vera Soares de Azevedo          |                                           |
| 1993    | Fera Ferida                | Dona Marquesa                   |                                           |
| 1993    | Caso Especial              | —                               | Episódio: "A Maldita"                     |
| 1994    | Você Decide                | Lucinha                         | Episódio: "Um Mistério do Outro Mundo"    |
| 1994    | A Madona de Cedro          | Neusa Farias                    |                                           |
| 1994    | Pátria Minha               | Cilene Miranda                  |                                           |
| 1995    | Decadência                 | Luzia                           |                                           |
| 1995    | Explode Coração            | Odaísa Jordão                   |                                           |
| 1996    | Você Decide                | Tatiane                         | Episódio: "Mulher do Chefão"              |
| 1996    | Você Decide                | Gioconda                        | Episódio: "O Segredo"                     |
| 1996    | Você Decide                | Danielle                        | Episódio: "Vidas Partidas"                |
| 1996    | Você Decide                | Rosa                            | Episódio: "A Vizinha"                     |
| 1996    | Salsa e Merengue           | Jurada do concurso Fêmea Felina | Participação Especial                     |
| 1996    | Sai de Baixo               | Jéssica                         | Episódio: "Quem É Você"                   |
| 1997    | O Amor Está no Ar          | Carmencita Soterro              |                                           |
| 1998    | Torre de Babel             | Vilma Navarro Leme Toledo       |                                           |
| 1999    | Você Decide                | Flávia                          | Episódio: "Um Outro em Meu Lugar"         |
| 1999    | Você Decide                | Sandra Vieira                   | Episódio: "Plano B"                       |
| 2000    | TV Ano 50                  | Mulher do Hóspede               | Especial Humorístico                      |
| 2000    | Uga Uga                    | Marlene dos Santos              | Episódios: "12–17 de outubro"             |
| 2001    | As Filhas da Mãe           | Madalena Aguiar                 | Episódio: "30 de agosto"                  |
| 2001    | A Grande Família           | Lolita                          | Episódio " A Bola da Vez"                 |
| 2001    | Um Anjo Caiu do Céu        | —                               | Participação Especial                     |
| 2003    | Celebridade                | Marisa Furtado                  | Episódio: "18 de novembro"                |
| 2007    | Donas de Casa Desesperadas | Vera Marques                    |                                           |
| 2010    | Uma Rosa com Amor          | Roberta Vermont                 |                                           |
| 2011    | Amor e Revolução           | Bianca Luz                      |                                           |
| 2012    | Fdp                        | Desirée da Luz                  | Episódio: "Nu com a Mãe no Bolso "        |
| 2019    | República do Peru          | Irene                           | Episódio: "Casal de Três e o Boi Voltou!" |
| 2022    | Plantão sem Fim            | Repórter Débora                 | [ 6 ]                                     |
| 2025    | Beleza Fatal               | Georgette Diniz                 | Episódio: "2"                             |

### Cinema
| Ano  | Título                | Personagem      |
| ---- | --------------------- | --------------- |
| 1990 | O Escorpião Escarlate | Paula           |
| 1992 | Oswaldianas           | Princesa        |
| 2000 | Um Anjo Trapalhão     | Querubina       |
| 2002 | Viva Sapato           | Eugenia Maria   |
| 2007 | Wink                  | Susie           |
| 2007 | O Dono do Mar         | Maria das Águas |
| 2022 | O Prédio              | Julie           |
| 2022 | A Última Locadora     | Rainha Alícia   |